# Navy Island
Navy Island è una piccola isola disabitata situata lungo il corso del fiume Niagara, nella provincia canadese dell'Ontario. È l'unica isola del fiume situata all'interno del territorio canadese ed è la seconda isola più grande del Niagara. Si trova a circa 4,5 chilometri a monte delle Cascate Horseshoe e ha una superficie di circa 1,2 km².
Dal 1921 è designata come sito storico nazionale in riconoscimento del suo importante ruolo nell'industria navale militare e in quanto sede della breve esperienza della Repubblica del Canada. L'isola è chiusa al pubblico e non dispone di strutture per i visitatori.

## Storia
Navy Island si è formata 10-12.000 anni fa dalla glaciazione del Wisconsin. La recessione delle calotte glaciali nell'area portò alla formazione del fiume Niagara e delle isole al suo interno. Navy Island fu colonizzata dal popolo Lamoka nel tardo periodo arcaico, intorno al 2000 a.C., e successivamente dai popoli della cultura Meadowood nel 1000 a.C. Gli scavi archeologici hanno rivelato un luogo di sepoltura delle popolazioni native, insieme alle loro punte di freccia e ai raschietti, sulle rive dell'isola.
Durante la colonizzazione francese della Nuova Francia, Navy Island era conosciuta come Île de la Marina. Qui e nelle vicinanze i francesi costruirono quattro navi che usarono per il collegamento con i Grandi Laghi. Due di queste navi furono bruciate dai francesi a Grand Island nel 1759. Quando la Nuova Francia fu ceduta agli inglesi nel 1763, questi ultimi fondarono qui il cantiere navale reale di Navy Island. È qui che furono costruite le prime navi da guerra che solcarono i Grandi Laghi Superiori e da qui l'isola prende il nome (Navy Island significa infatti "Isola della Marina"). Durante la guerra del 1812, un distaccamento della Marina provinciale era di stanza sull'isola con un fortino e un magazzino costruiti sul lato sud-ovest dell'isola. Il cantiere navale cessò le attività intorno al 1813, ma non fu trasferito in Canada (Canada Superiore) fino al 1822.
Nel 1837, William Lyon Mackenzie e circa 200 dei suoi sostenitori conquistarono l'isola e vi proclamarono la Repubblica del Canada. Il vecchio fortino era occupato dalle forze ribelli. Inizialmente Mackenzie iniziò con venticinque uomini, ma alla fine la popolazione aumentò fino a superare i seicento uomini. L'11 gennaio 1838 i ribelli furono costretti a lasciare l'isola e si ritirarono attraverso il fiume Niagara negli Stati Uniti.
Verso la metà del 1850, gran parte della foresta che ricopriva l'isola fu abbattuta per essere utilizzata per l'agricoltura. Nel 1865 c'erano quattro famiglie che vivevano sull'isola.
Nel 1875, il Queens Hotel fu fondato come popolare località di villeggiatura estiva sul lato sud dell'isola. Fu distrutto da un incendio nel 1910.